# Bernardet
Bernardet is Frans historisch merk van zijspannen en scooters. 

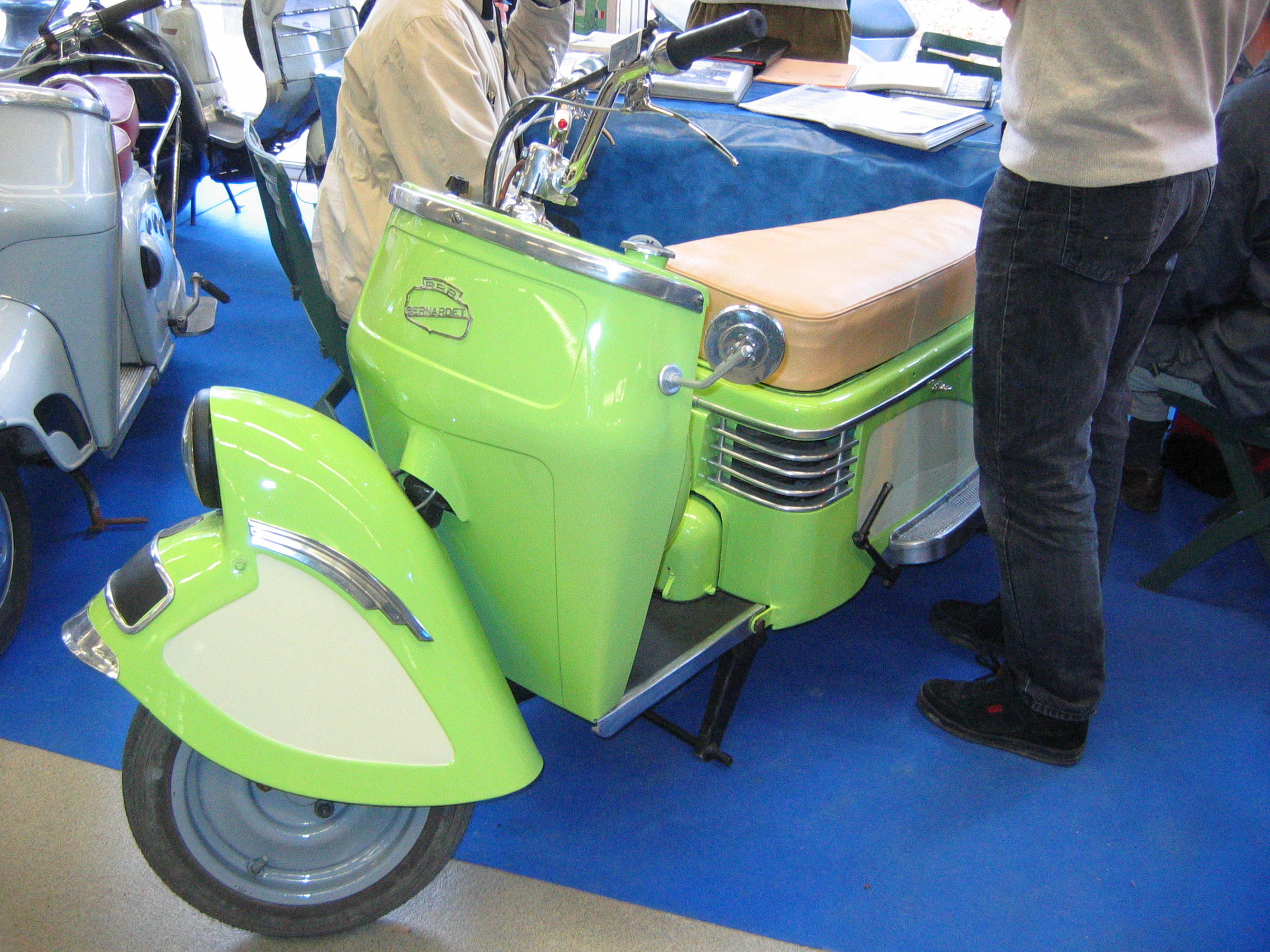
Bernardet-scooter, waarschijnlijk een A48 uit 1949.

De bedrijfsnaam was S.A. Bernardet, Bourg-la-Reine, later Châtillon-sous-Bagneux (Seine).

## Zijspannen
René en Roger Bernardet ontwierpen in 1921 hun eerste zijspan, in 1922 gevolgd door twee andere modellen. In 1924 kwam Robert in het bedrijf. Enkele jaren later was Bernardet de leidende Franse zijspanfabrikant, die exporteerde naar Nederland, België, Zwitserland, Duitsland en Rusland. In 1932 werd de S.à.r.l. Éts. Bernardet Frères opgericht. In 1937 werd een grote fabriek in Châtillon-sous-Bagneux gebouwd. In 1947-1948 werd de productie van zijspannen geleidelijk beëindigd.

## Auto's
In 1946 verscheen een eerste prototype van een auto. Het was een klein model cabriolet met een 800cc FIAT viercilinder boxermotor die 23pk bij 4.000 tpm leverde, maar het fiscaal vermogen bedroeg slechts 5 pk. De auto had voorwielaandrijving en er werden in 1946 en 1947 enkele verschillende versies gebouwd, naargelang de financiën dit toelieten. Het tweede model werd tentoongesteld op de 33e Salon de l'Automobile van 1946. Het was licht gewijzigd en had dezelfde motor. In 1950 maakte men het laatste prototype, de "Trois de Front". Dit model was ten opzichte van zijn voorgangers veel hoekiger en had drie zitplaatsen voorin. Hier werd gebruikgemaakt van een 750cc viercilinder tweetaktmotor.

## Scooters
In 1947 begon de productie van scooters. Deze waren voorzien van 123- en 246 cc Ydral-blokjes. In 1951 en 1952 werden eigen 125cc Bernardet-motortjes gemaakt voor de E51 scooter, maar die waren niet betrouwbaar genoeg zodat men weer snel terugviel op de Ydral-blokjes. In 1955 verscheen een aardig model met automatische versnellingsbak, de Servomatic CFM. Het bedrijf was in dat jaar door Le Poulain overgenomen. Le Poulin-Bernardet produceerde slechts weinig scootermodellen, de Cabri (49.9-, 85- en 98cc) en de Guepar in 125- en 250cc. In 1956 werd de laatste Le Poulain-Bernardet-scooter gemaakt en in 1959 werd de firma gesloten.
In 1993 begon de Association of Cycles and Vehicles Bernardet, opgericht door twee zoons van Robert Bernardet, met kleinschalige productie van klassieke zijspannen naar voorbeeld van het originele model "Avion". Dit genootschap maakt ook accessoires en emblemen voor de originele scooters, maar bestaat niet als bedrijf. De zoons van Robert en een kleinzoon van René willen alleen de familiegeschiedenis in ere houden.